# Бухарево (Московская область)
Бухарево — деревня в Можайском районе Московской области в составе Порецкого сельского поселения. Численность постоянного населения по Всероссийской переписи 2010 года — 5 человек. До 2006 года Бухарево входило в состав Порецкого сельского округа.
Деревня расположена на северо-западе района, у границы с Шаховским, примерно в 42 км к северо-западу от Можайска, у истоков речки Шумариха (правый приток Исконы), высота центра над уровнем моря 242 м. Ближайшие населённые пункты — Горки в 1 километре на север и Дегтяри в 0,5 км на юг.